# Agar-agar

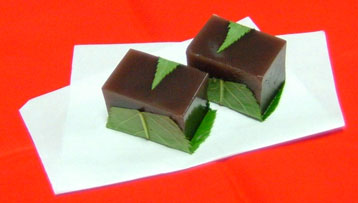
Yōkan, tradycyjne japońskie słodycze przygotowywane z użyciem agaru

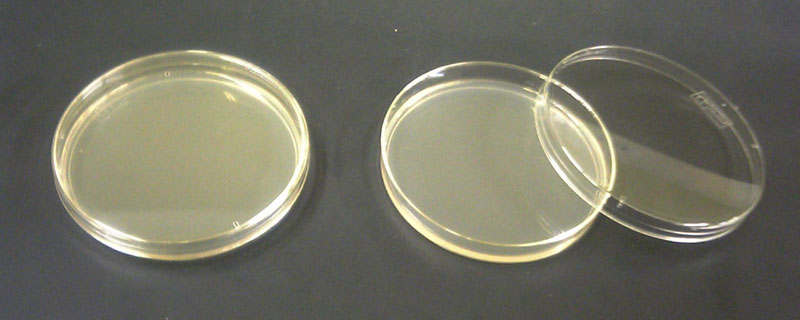
Żel agarowy w laboratorium

Agar, agar-agar (E406) – substancja żelująca pochodzenia roślinnego, której głównym składnikiem jest trudno przyswajalny przez człowieka cukier galaktoza. Agar-agar w zimnej wodzie pęcznieje, natomiast dobrze rozpuszcza się w wodzie o temperaturze ok. 90–100 °C, a zestala się, tworząc rodzaj żelu w 40–50 °C. Zestalony żel roztapia się po ponownym podgrzaniu do 90–100 °C. Zjawisko to jest przykładem histerezy przemiany fazowej ciało stałe-ciecz. Odmianą agaru o słabszych własnościach żelujących jest agaroid.
Agar-agar wytwarzany jest z krasnorostów (Rhodophyta), wydobywanych głównie u wybrzeży Japonii (często pozyskiwanych z podwodnych plantacji). Obecnie obserwuje się wzrost produkcji agar-agaru ze względu na rosnące zapotrzebowanie.

## Skład
Agar zawiera około 90% polisacharydów – częściowo są one związane z kwasem siarkowym i innymi kwasami. Głównymi składnikami cukrowymi tych związków są: agaroza (około 70%) oraz kwaśna agaropektyna. Ogólna zawartość reszt kwasu siarkowego wynosi 0,3–5%. Na ogół skład jest zmienny i zależy od pochodzenia surowca.
Agar do celów bakteriologicznych powinien odpowiadać specjalnym wymaganiom czystości, określonym wymaganiom dotyczącym temperatury krzepnięcia i topnienia, wartości pH oraz wytrzymałości na nacisk.

## Otrzymywanie
Otrzymywanie agaru składa się z kilku etapów. Plechy krasnorostów rosnące na podwodnych skałach w morzu do głębokości 30 m są wydobywane przez nurków lub odpowiednimi hakami i sieciami, opłukiwane słodką wodą i rozkładane na słońcu w okresie letnim w celu wysuszenia i wybielenia. Ten proces jest powtarzany kilkakrotnie. W okresie zimowym poddaje się plechy dalszej przeróbce. Wysuszone gotuje się w wodzie do otrzymania ciągliwego gęstego płynu, który oczyszcza się z białek i innych substancji, działając rozcieńczonymi kwasami i węglem aktywowanym. Po odsączeniu formuje się bloki, które następnie tnie się na cienkie pasma. Usunięcie soli i wody przeprowadza się przez kilkakrotne wymrażanie (naturalne lub sztuczne) i rozmrażanie surowca, w końcu suszy się oczyszczony agar i nadaje formę handlową. Roczna produkcja światowa wynosi kilka milionów ton.

## Zastosowania
Jako substancja silnie pęczniejąca jest stosowany jako środek łagodnie przeczyszczający, działający w wyniku spęcznienia pokarmu w jelitach.
Agar-agar jest wykorzystywany jako naturalny, bezsmakowy środek żelujący, zastępujący z powodzeniem żelatynę przy produkcji słodyczy (np. ptasiego mleczka, galaretek, dżemów) i innych domowych oraz przemysłowych produktów spożywczych, w fotografii (przy produkcji światłoczułej emulsji), chemii (w kluczach elektrolitycznych, w ogniwach galwanicznych), farmacji (jako środek spęczniający, żelujący i powodujący rozpad tabletek), kosmetyce.
Agar znajduje główne zastosowanie jako neutralny podkład do pożywek, na których hoduje się bakterie w laboratoriach mikrobiologicznych oraz kultury in vitro w laboratoriach biotechnologicznych. Tylko niektóre bakterie morskie i glebowe mogą go rozłożyć.

## Bezpieczeństwo stosowania w produktach żywnościowych
Agar spożywany w normalnych ilościach jest nieszkodliwy. Jest uznawany za bezpieczny dodatek do żywności oznaczony numerem E406 i jest oficjalnie dopuszczony do stosowania przez Unię Europejską. Dawka śmiertelna (LD50) dla szczurów wynosi 11 g/kg masy ciała (doustnie).